# Särkisaari (ö i Egentliga Tavastland, Tavastehus, lat 61,25, long 24,41)
Särkisaari är en ö i Finland. Den ligger i sjön Ilmoilanselkä och i kommunen Tavastehus i den ekonomiska regionen  Tavastehus ekonomiska region  och landskapet Egentliga Tavastland, i den södra delen av landet, 120 km norr om huvudstaden Helsingfors. Öns största längd är 0,8 kilometer i sydöst-nordvästlig riktning.